# Incondicional (a Juan Carlos Calderón)
Incondicional (a Juan Carlos Calderón) es el décimo álbum de estudio de la cantante Tamara. Con este álbum, la artista homenajea al afamado músico y compositor Juan Carlos Calderón.

## Sinopsis
El material discográfico contiene 11 temas compuestos por Juan Carlos Calderón (incluida una canción inédita llamada "Érase una vez"). Además el disco contiene un tema adicional titulado "Al contrario", compuesto por su hijo Jacobo Calderón (que a su vez figura como productor del disco).

## Canciones del disco
| N.º | Título                | Escritor(es)                      | Duración |  |
| 1.  | «Incondicional»       | Juan Carlos Calderón              | 3:38     |  |
| 2.  | «Tómame o déjame»     | Juan Carlos Calderón              | 3:10     |  |
| 3.  | «Frío como el viento» | Juan Carlos Calderón              | 3:25     |  |
| 4.  | «Culpable o no»       | Juan Carlos Calderón              | 4:16     |  |
| 5.  | «Te amaré»            | Juan Carlos Calderón, Miguel Bosé | 4:28     |  |
| 6.  | «No me fío»           | Juan Carlos Calderón              | 4:12     |  |
| 7.  | «O tú o ninguno»      | Juan Carlos Calderón              | 3:18     |  |
| 8.  | «Entrégate»           | Juan Carlos Calderón              | 4:12     |  |
| 9.  | «Amante del amor»     | Juan Carlos Calderón              | 3:26     |  |
| 10. | «Acaríciame»          | Juan Carlos Calderón              | 3:46     |  |
| 11. | «Era una vez»         | Juan Carlos Calderón              | 4:21     |  |
| 12. | «Al contrario»        | Jacobo Calderón                   | 3:48     |  |

## Créditos y personal
- Productor: Jacobo Calderón
- Vocalista: Tamara
- Arreglo de Cuerdas y Compositor: Juan Carlos Calderón
- Arreglista, Coro, ingeniero de grabación: Daniel Ruiz
- Piano: Jesús Lavilla
- Batería: Ezequiel Martínez
- Percusión: Fernando Favier
- Bajo: Arian Suárez
- Guitarra: Juan Guevara
- Coro: Milagrosa Expósito
- Ingeniero de Grabación: Caco Refojo y Felipe Guevara
- Ingeniero de mezcla: Oscar Vinader
- Masterización: Luis Del Toro
- Guitarra: Víctor Rosa